# Mohamed Lahchiri
Mohamed Lahchiri (Ceuta, 1950) es periodista, docente y traductor hispano-marroquí que escribe en lengua española.

## Carrera
Fue profesor de árabe clásico y de árabe marroquí hablado. Ahora enseña español.
Escribió sus primeros cuentos ceutíes en árabe, que publicó en las páginas literarias de diarios de Casablanca y Rabat.
Desde 1990 hasta el 2003 fue periodista y luego jefe de redacción del diario marroquí en castellano, La Mañana, que publicaba el Grupo Maroc Soir en Casablanca.

## Obras
En 1994, publicó su primer libro de cuentos, Pedacitos entrañables, y en el 2003, el segundo, Cuentos ceutíes, que tuvo una excelente acogida en la patria chica del autor. En 2006 publicó su tercer libro de cuentos, Una tumbita en Sidi Embarek.